# Abbazia territoriale di Tokwon
L'abbazia territoriale di Tokwon (in latino: Abbatia Territorialis Tokvonensis) è una sede della Chiesa cattolica in Corea immediatamente soggetta alla Santa Sede. È sede vacante.

## Territorio
L'abbazia territoriale comprendeva la città di Tokwon nella Corea del Nord; comprende la chiesa, lasciando il territorio alla limitrofa diocesi di Hamhung.

## Storia

### Fondazione
Nel mese di febbraio del 1909, alcuni monaci tedeschi della Congregazione di Sant'Ottilia arrivarono a Seul. Seguendo il modello utilizzato nei loro monasteri africani, dei fratelli laici crearono una falegnameria e una scuola professionale mentre i preti si occupavano del lavoro pastorale e di formazione. Con l'arrivo di altri monaci provenienti dall'Europa, il monastero fu elevato al rango di abbazia il 15 maggio 1913. Padre Bonifatius Sauer, O.S.B., fu il primo abate della comunità.
Quando, nel 1920, il vicariato apostolico di Seul fu diviso, i monaci dell'abbazia di San Benedetto divennero responsabili della creazione del nuovo vicariato apostolico di Wonsan. Nel 1927, il monastero originario di Seul fu chiuso e la comunità di circa quaranta monaci si trasferì a Tokwon. Nel 1927-1928, i monaci costruirono un seminario minore e maggiore per la formazione di sacerdoti secolari autoctoni, mentre nel 1929-1931 fu realizzata una chiesa in stile neoromanico. In questo periodo, la comunità cominciò a coltivare le vocazioni monastiche locali.
L'abbazia territoriale fu eretta il 12 gennaio 1940 con la bolla Libenter Romanus Pontifex di papa Pio XII, ricavandone il territorio dal vicariato apostolico di Wonsan (oggi diocesi di Hamhung). Il territorio comprendeva le città di Wŏnsan (dove si trova Tokwon) e Munchon e le contee di Anbyon, Chonnae e Kowon. Come abate di Tokwon, Bonifatius Sauer divenne l'ordinario dell'abbazia territoriale, mentre allo stesso tempo, mantenne l'incarico di amministratore apostolico del vicariato apostolico di Kanko, nuovo nome del vicariato sopra menzionato. Con la conclusione della seconda guerra mondiale, l'abbazia di Tokwon è caduta sotto il controllo delle forze di occupazione sovietiche. Anche se il monastero fu utilizzato dai soldati per un trimestre, alla fine la vita monastica riprese. Nel momento in cui le forze sovietiche si ritirarono nel 1949, c'erano circa 60 monaci (25 di loro erano coreani) e circa 20 suore della Congregazione di Tutzing in un monastero nei pressi di Wonsan.

### Il martirio
Nel mese di maggio 1949, con l'inizio della dittatura di Kim Il-sung, la polizia segreta occupò il monastero, arrestò tutti i monaci e le sorelle e li trasferirono in prigioni e campi di concentramento. Nel luglio del 1950, la chiesa abbaziale di Tokwon fu distrutta da bombe americane. Dal 1949 al 1952 quattordici monaci e due suore furono giustiziati dopo una dura prigionia e torture. Nello stesso periodo, altri diciassette monaci e due suore morirono per fame, malattia, per il duro lavoro fisico e per le pessime condizioni di vita nel campi. L'abate-vescovo Bonifatius Sauer morì in un carcere di Pyongyang il 7 febbraio 1950. Nel gennaio 1954, i quarantadue monaci superstiti e le suore tedesche vennero rimpatriati in Germania attraverso la Transiberiana.
Nel maggio del 2007 è iniziato il processo per la beatificazione dei trentasei servi di Dio dell'abbazia di Tokwon, martirizzati durante l'ondata di persecuzione anticristiana sotto il governo di Kim Il-sung. Il processo è intitolato "beatificazione dell'abate-vescovo Bonifatius Sauer, O.S.B., padre Benedetto Kim, O.S.B. e compagni".

### Situazione attuale
Oggi, i locali dell'abbazia di Tokwon sono utilizzati dall'Università dell'Agricoltura di Wonsan. Anche i restanti edifici dell'abbazia (l'ex chiesa, il seminario e l'ex canonica) sono probabilmente in uso all'ateneo.
Nel 1952 alcuni monaci e suore benedettine superstiti fondarono un nuovo monastero a Waegwan, vicino alla città di Taegu, in Corea del Sud. Oggi l'abate di Waegwan è l'amministratore apostolico dell'abbazia territoriale di Tokwon, anche se non gli è permesso di visitare la parte settentrionale della penisola coreana. Dal 1950 non ci sono preti o comunità cattoliche a Tokwon o in qualsiasi altra diocesi nordcoreana. Molti cristiani sono imprigionati nel campo per prigionieri politici di Yodok, a 70 km a nord-ovest dell'abbazia, e in altri campi di prigionia in Corea del Nord. Essi sono sottoposti a tortura e trattamenti inumani a causa della loro fede. I cristiani in Corea del Nord possono praticare la loro fede solo in segreto e con la costante paura di essere scoperti e puniti.

## Elenco dei martiri
- Abate-vescovo Bonifatius Sauer di Oberufhausen, nel comune di Eiterfeld
- Fratel Basilius Hauser di Polling
- Fratel Eugen Ostermeier di Monaco di Baviera
- Fratel Eusebius Lohmeier di Mering
- Fratel Gottlieb Auer di Lauterhofen
- Fratel Gregor Giegerich di Großwallstadt
- Fratel Hilarius Hoiß di Unterau, nel comune di Schlehdorf
- Fratel Ildefons Flötzinger di Taiding, nel comune Amerang
- Fratel Josef Grahamer di Eisenhofen
- Fratel Ludwig Fischer di Unterstelzhausen, nel comune di Kreßberg
- Fratel Markus Metzger di Monatshausen, nel comune di Tutzing
- Fratel Paschalis Fangauer di Egglfing, nel comune di Köfering
- Fratel Petrus Gernert di Kleinwenkheim
- Fratel Solanus Hermann di Thal, nella città di Vöhringen
- Oblata Agneta Chang di Hwanghae-do (Corea)
- Padre Anselm Romer di Ingerkingen, nel comune di Schemmerhofen
- Padre Benedikt Kim di Kal-kok-ri (Corea)
- Padre Bernardus Kim di Samyang-dong (Corea)
- Padre Dagobert Enk di Monaco di Baviera
- Padre dott. Arnulf Schleicher di Pflaumloch, nel comune di Riesbürg
- Padre dott. Lucius Roth di Weichtungen
- Padre Gregor Sorger di Spaichingen
- Padre Gregor Steger di Tröbes
- Padre Kanut Graf des Enffans d'Avernas di Schirmdorf, nel comune di Abstall
- Padre Kunibert Ott di Edelstetten, nel comune di Neuburg an der Kammel
- Padre Laurentius Lee di Sinam-ri (Corea)
- Padre Martinus Kim di Pjöngjang (Corea)
- Padre Maurus Kim di Hamgyŏng-pukto (Corea)
- Padre Rupert Klingseis di Monaco di Baviera
- Rev. Gabriel Ku di Seul (Corea)
- Rev. Marcus Kim di Onyang (Corea)
- Rev. Matthias Choi di Anbyon (Corea)
- Rev. Petrus Lee di Seul (Corea)
- Suor Fructuosa Gerstmayer di Weingarten
- Suor Lucia Park di SoonAhn (Corea)
- Suor M. Eva Schütz di Bernried am Starnberger See

## Cronotassi degli abati
Si omettono i periodi di sede vacante non superiori ai 2 anni o non storicamente accertati.
- Bonifatius (Josef) Sauer, O.S.B. † (12 gennaio 1940 - 7 febbraio 1950 deceduto)
  - Timotheus (Franz Xaver) Bitterli, O.S.B. † (9 maggio 1952 - 4 ottobre 1985 ritirato) (amministratore apostolico)
  - Placidus Ri Tong-ho, O.S.B. (4 ottobre 1985 - 21 novembre 2005 dimesso) (amministratore apostolico)
  - Simon Peter Ri Hyong-u, O.S.B. (21 novembre 2005 - 7 maggio 2013 dimesso) (amministratore apostolico)
  - Blasio Park Hyun-dong, O.S.B., dal 7 maggio 2013 (amministratore apostolico)